# 第24回インド国際映画祭
第24回インド国際映画祭（だい24かいインドこくさいえいがさい、24th International Film Festival of India）は、1993年1月10日から同月20日までニューデリーで開催された。1988年8月の情報・放送省による決定で、コンペティション部門は非開催となっている。この年はベトナム映画が特集されたほか、イングリッド・バーグマン、ヴィットリオ・デ・シーカ、カウリスマキ兄弟（ミカ・カウリスマキ、アキ・カウリスマキ）、アルゴス・フィルムの回顧展が開催された。また、長年の映画界での活動を称え、カナン・デーヴィ、バルジ・ペンダルカルの表彰が行われた。

## 非コンペティション部門
- 世界の映画部門
- インド・パノラマ部門（長編映画）
- インド・パノラマ部門（非長編映画）
- インド・パノラマ部門（メインストリーム映画）